# Astyloneura ostia
Astyloneura ostia is een vlinder uit de familie bloeddrupjes (Zygaenidae). De wetenschappelijke naam van deze soort is voor het eerst geldig gepubliceerd in 1896 door Druce.
De soort komt voor in tropisch Afrika.